# Sergio Fantoni
Sergio Fantoni (ur. 7 sierpnia 1930 w Rzymie, zm. 17 kwietnia 2020 tamże) – włoski aktor teatralny, filmowy i głosowy.

## Biografia
Fantoni urodził się w Rzymie 7 sierpnia 1930 roku, jego ojcem był aktor Cesare Fantoni. Karierę rozpoczął od występów w filmach, dramatach radiowych, telewizyjnych i teatralnych pod koniec lat 40. XX wieku. Pojawił się u boku ojca w filmie Anthony z Padwy z 1949 roku.
Oprócz pracy głównie w swoim kraju zagrał także w produkcjach międzynarodowych. Fantoni wystąpił kilkakrotnie w hollywoodzkich filmach w latach 60., przede wszystkim u boku Franka Sinatry w filmie wojennym Von Ryan's Express, nakręcony w 1965 roku W 1960 zagrał złoczyńcę Hamana w Esther and the King, w którym wystąpili Joan Collins i Richard Egan w rolach tytułowych. Wśród swoich ról w Wielkiej Brytanii Fantoni pojawił się wraz z anglo-włoską aktorką Cherie Lunghi w serialu telewizyjnym Channel 4 The Manageress.
Fantoni był także aktorem głosowym. Najbardziej wyróżniał się głosem Marlona Brando w Apocalypse Now. Użyczał również swojego głosu dla Henry'ego Fondy, Rocka Hudsona, Gregory'ego Pecka, Bena Kingsleya, Maxa von Sydow i Roberta Taylora w co najmniej jednym lub dwóch filmach.

## Życie prywatne
Fantoni ożenił się z aktorką Valentiną Fortunato (którą poznał w Piccolo Teatro di Milano w 1954 roku) Małżeństwo ich trwało od 1961 roku do jej śmierci w 2019 roku. Mieli jedną córkę, Monikę.
W 1997 roku Fantoni przeszedł laryngektomię, co spowodowało problemy z jego głosem. Z tego powodu poświęcił się głównie reżyserowaniu aż do przejścia na emeryturę w 2003 roku.
Sergio Fantoni zmarł 17 kwietnia 2020 roku w Rzymie w wieku 89 lat.